# Демяница
Демяница (болг. Демяница) — река в Болгарии.
Берёт начало из озёр Валявишки на высоте 2400 м над уровнем моря. У города Банско на высоте 1063 м над уровнем моря сливается с рекой Бындерица, образуя реку Глазне. В долине реки до высоты 1140 м над уровнем моря встречаются остатки морен.
Длина реки около 14 км. Площадь бассейна 37 км². Средний расход воды в нижнем течении около 1,5 м³/с.